# Liste der Bodendenkmale in Hohne
In der Liste der Bodendenkmale in Hohne sind alle Bodendenkmale der niedersächsischen Gemeinde Hohne aufgelistet. Die Quelle ist der Denkmalatlas Niedersachsen. Der Stand der Liste ist der 16. Juni 2024.

## Allgemein
In den Spalten finden sich folgende Informationen des Bodendenkmales :
- Lage        : geographische Koordinaten
- Bezeichnung : Bezeichnung lt. Denkmalatlas
- Beschreibung: Beschreibung lt. Denkmalatlas
- ID          : Objekt-ID
- Bild        : Bild, ggf. zusätzlich mit Link zu weiteren Fotos im Medienarchiv Wikimedia Commons.

## Hohne
| Lage                         | Bezeichnung               | Beschreibung | ID       | Bild |
| ---------------------------- | ------------------------- | --- | -------- | ---- |
| 52° 35′ 7″ N, 10° 20′ 28″ O  | Hohne 8, Immenwall/-zaun  | Rechteckige Einhegung, ca. 24 × 31,5 m. Wall mit schwachem Außengraben. Wallhöhe nach außen zum Graben ca. 0,5 m; nach innen maximal 0,4 m. Einhegung land- oder forstwirtschaftlicher Art, vielleicht ein Immenzaun. Wahrscheinlich neuzeitlich. | 28975958 | BW   |
| 52° 35′ 6″ N, 10° 21′ 10″ O  | Hohne 9, Immenwall/-zaun  | Rechteckige Wallanlage, ca. 23 × 25 m. Wall-H. ca. 0,6 m, Wallbasis um 3 m, Graben-Br. ca. 1 m, Graben-T. bis 0,3 m. (Frühneuzeitlicher ?) Immenwall. | 28924900 | BW   |
| 52° 33′ 57″ N, 10° 22′ 13″ O | Hohne 10, Immenwall/-zaun | Rechteckig-ovale Einfriedung mit Wall und außen vorgelagertem Gräbchen, etwa 46 × 54 m. Wallbasis ca. 3 m, H. bis 0,7 m, Graben-Br. etwa 0,8 m, Graben-T. bis 0,25 m. Der Wall weist kleinere Eingrabungen auf; stellenweise sind moderne Rodungshaufen direkt am Wall abgelagert worden. In Blatt 112 der Kurhannoverschen Landesaufnahme von 1780 als kleine Einfriedung mit Nadelwaldbestand inmitten von Moor- und Heideflächen, in der Rezesskarte von 1861 mit der Bezeichnung Cohrs Immenstellen Busch eingezeichnet. Umwallte Immenstelle. | 28924904 | BW   |